# Уфимское плато
Уфи́мское плато́ (баш. Өфө яйлаһы) — плато в Южном и Среднем Приуралье, в Башкортостане, Пермском крае и Свердловской области, в бассейне реки Уфа. Протяженность Уфимского плато с севера на юг примерно 265 км.
Высота 350—450 м (наибольшая 517,9 м). С востока ограничено уступом высотой до 100 м, на западе полого снижается и сливается с Восточно-Европейской равниной.
Когда-то[когда?]

 территория Уфимского плато была дном океана и поэтому состоит во многом из осадочных пород. В геологическом плане Уфимское плато представляет собой слоёный пирог, состоящий из карстующихся, слабо карстующихся и совсем не карстующихся пород.
Тем не менее основные породы, складывающие Уфимское плато, — известняки, легко размывающиеся водой. Рек, протекающих через Уфимское плато, не так много. Основные — река Уфа и её притоки: на севере — Ай, Сарс, Тюй; на востоке — Ай, Баряшка, Юрюзань, Сырая Кирзя, Яман-Елга, Шараварка, Симка; на западе — Байки, Урюш, Ирыш. Некоторые из них глубоко врезались в толщу плато и образовали за миллионы лет глубокие каньоны.
Из-за развития карста, на Уфимском плато почти не встретишь постоянных ручьев, только временные водотоки, образованные таянием снега или после дождей. Вся вода через воронки и поноры уходит под землю. Порой это целые реки. Это речки Саула, Аскан и другие.
Все пространство Уфимского плато испещрено глубокими сухими логами. Лога Уфимского плато используются для сообщения между его разными частями. Когда-то во времена масштабных лесоразработок здесь была построена разветвлённая сеть узкоколейных железных дорог.
Уфимское плато покрыто широколиственно-темнохвойными лесами. Обширные лесные богатства Уфимского плато с первой половины 20-го века вызвали здесь масштабные лесоразработки, выполнявшиеся в основном силами спецпоселенцев. До 1990-х гг. продолжался вывоз древесины по узкоколейной железной дороге в село Красный ключ.
На территории Уфимского плато организованы заказники «Аскинский», «Первомайский». Источник Красный Ключ, пещеры в скале Сабакай, реки Яманелга и Сарва являются памятниками природы.